# Шабан Кеврић
Шабан Кеврић (Јабланица, 1939) био је политичар у СР Босни и Херцеговини.

## Биографија
Рођен је 1939. године у Јабланици. У чланство Савеза комуниста Југославије (СКЈ) примљен је јуна 1967. године. Завршио је Политичку школу „Јосип Броз Тито“ у Кумровецу.
Обављао је низ дужности у Савезу комуниста (СК), Социјалистичком савезу радног народа (ССРМ) и Савезу синликата Босне и Херцеговине у Јабланици. Био је секретар и председник Општинског комитета Савеза комуниста Јабланице, председник Скупштине општине Јабланица, директор Хидроелектране „Јабланица“.
На Дванаестом конгресу СКЈ јуна 1982. биран је за члана Централног комитета Савеза комуниста Југославије (ЦК СКЈ). На седници Централног комитета СК Босне и Херцеговине 28. маја 1984. изабран је за члана Централног комитета ЦК СК БиХ и његовог Председништва. На Деветом конгресу СК Босне и Херцеговине изабран је за члана Ценралног комитета СК БиХ и члана Председништва ЦК СК БиХ, чији је секретар био у двогодишњем мандату од 21. маја 1986. до 8. јула 1988. године.
Добитник је више друштвених признања.